# 5895 Žbirka
Az 5895 Žbirka (ideiglenes jelöléssel (5895) 1982 UF2) a Naprendszer kisbolygóövében található aszteroida. Zdenka Vávrová fedezte fel 1982. október 16-án.